# Alicia Pietri
Alicia Antonia Pietri de Montemayor de Caldera (Caracas, 14 ottobre 1923 – Caracas, 9 febbraio 2011) è stata una politica venezuelana.

## Biografia
Figlia di Luisa Teresa de Montemayor Núñez e del medico Andrés Pietri di origine corsa. Da parte di padre era un discendente del generale Juan Pietri, militare, politico e diplomatico, una figura chiave nel governo di Joaquín Crespo. Sua madre, educata in Inghilterra, educò le sue figlie al piacere della lettura, della musica, alla devozione cattolica e allo sviluppo intellettuale. Fin da bambina, Alicia con le sue sorelle, prese lezione di balletto, pianoforte, violino, equitazione e lingue.

## Matrimonio
A causa dei suoi problemi di salute, il padre decise di affittare una casa a Los Teques. Lì conobbe ad un pranzo, quello che sarebbe diventato il suo unico ragazzo e marito, il giovane studente Rafael Caldera. Si sposarono nel 1941, quando Alicia non aveva ancora raggiunto la maggiore età. Ebbero sei figli: Mireya, Rafael Tomás, Alicia Helena, Cecilia, Andrés Antonio e Juan José Caldera.

## First lady
Durante il primo mandato del marito (1969-1974), si dedicò a continuare le attività avviate dalla ex first lady, Carmen América Fernández, come il Festival di Children Foundation, che poi divenne Fondazione dei bambini. Organizzò e decorò la residenza presidenziale di La Casona, nel quale vennero organizzate varie attività culturali.
Nel 1974 si impegnò e creò il Museo de los Niños a Caracas. Venne inaugurato nel novembre 1981, con sede nel complesso Parque Central e ampliato nel 1993, per ospitare una mostra permanente di astronomia, aeronautica e tecnologia spaziale.
Nel dicembre 1993, Rafael Caldera è stato eletto nuovamente presidente. 

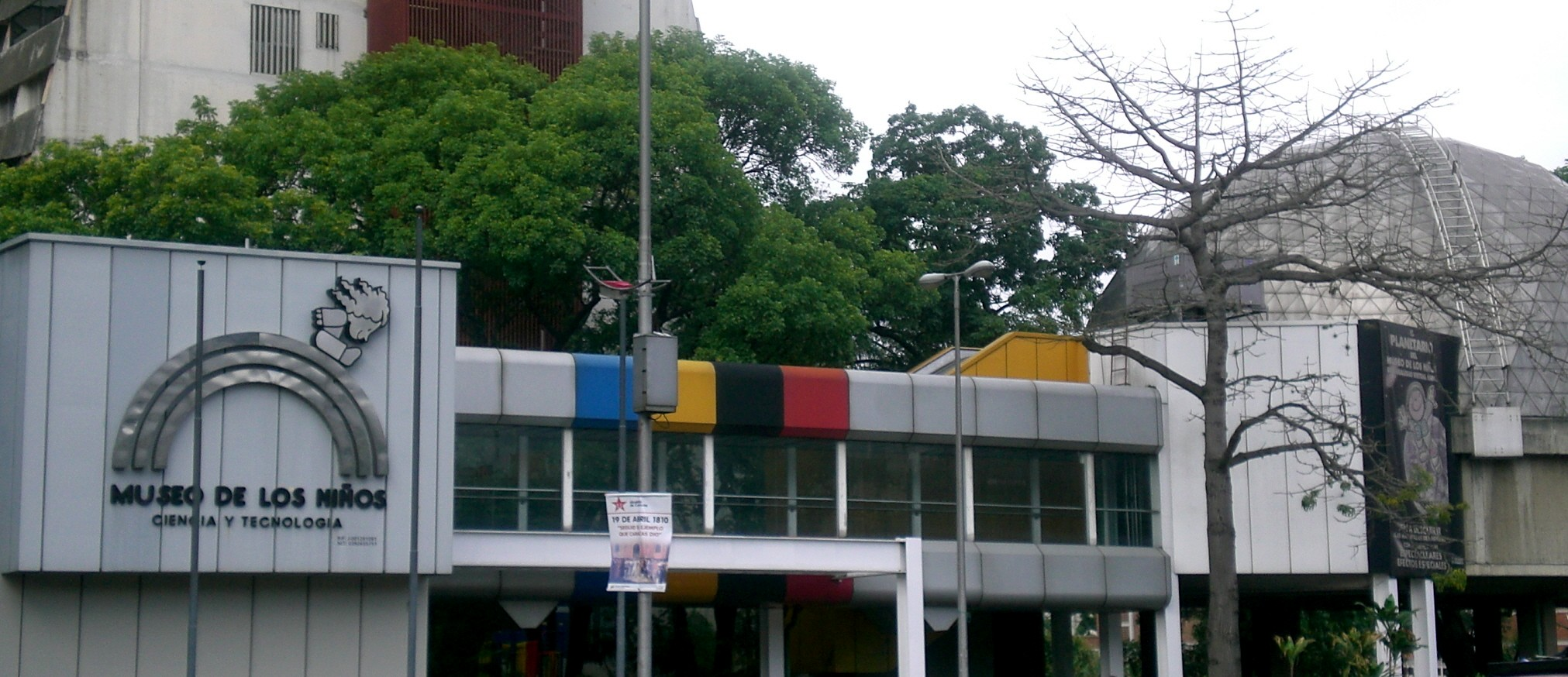
Sede del Museo dei Bambini, a Caracas, nel Parque Central.

## Morte
Alla fine del secondo mandato del marito, il 2 febbraio 1999, Alicia si ritirò dalla vita pubblica. Morì il 9 febbraio 2011 per cause naturali.